# Oki Takeshi
Takeshi Oki (大木 武, sinh ngày 16 tháng 7 năm 1961) là một huấn luyện viên và cựu cầu thủ bóng đá người Nhật Bản.

## Sự nghiệp Huấn luyện viên
Takeshi Oki đã dẫn dắt Ventforet Kofu, Shimizu S-Pulse, Kyoto Sanga FC và FC Gifu.